# Озтюрк, Эслем
Эслем Озтюрк (тур. Eslem Öztürk; 1 декабря 1997, Гёльджюк, Турция) — турецкий футболист, центральный полузащитник клуба «Истанбулспор».

## Клубная карьера
Заниматься футболом начал в академии родного «Гёльджюкспора». В 2013 году перешёл в академию «Бешикташа», с которым подписал профессиональный контракт в 2014 году. За клуб дебютировал в Кубке Турции 5 февраля 2015 года в домашней игре с «Ризеспором», выйдя в стартовом составе. Большую часть сезона 2015/16 пропустил из-за разрыва крестообразных связок. В Суперлиге за клуб так и не дебютировал, проведя все 6 матчей в Кубке Турции.
Зимой 2017 года отправился в аренду до конца сезона в клуб Второй лиги «ББ Эрзурумспор». За клуб дебютировал 15 января в гостевом матче с «Амедом», выйдя на замену на 81-й минуте. Первый полный матч провёл 2 апреля в гостях у «Юскюдар Анадолу». Первый гол за клуб забил 8 мая в домашнем матче 1/4 плей-офф за выход в Первую лигу с «Коджаэли Бирликспор», открыв счёт в матче (матч закончился со счётом 2:1).
После возвращения из аренды перешёл в клуб Первой лиги «Истанбулспор», также заработавший повышение в предыдущем сезоне. За клуб дебютировал 19 сентября 2017 года в гостевом матче Кубка Турции с «Диярбакырспором», выйдя в стартовом составе и проведя полный матч. В чемпионате дебютировал 30 ноября в гостевом матче с «Анкарагюджю», выйдя на замену на 81-й минуте. Впервые в лиге вышел в стартовом составе 21 февраля 2018 года в домашнем матче с «Манисаспором». Первым результативным действием отметился 12 марта в домашнем матче с «Анкарагюджю», отдав передачу на гол Неманьи Койича (матч закончился со счётом 1:2). Большую часть первого круга сезона 2018/19 пропустил из-за травмы колена. Первый гол забил 6 апреля 2019 года в гостевом матче с «Балыкесирспором», забив четвёртый гол своей команды (матч закончился со счётом 1:5). 1 мая 2021 года провёл свой сотый матч за клуб, выйдя в стартовом составе в домашнем матче с «Болуспором». 4 декабря 2021 года провёл свой сотый матч в Первой лиге, выйдя в стартовом составе в гостях у своего прошлого клуба «ББ Эрзурумспор». Своим голом и семью результативными передачами помог клубу выйти в Суперлигу впервые за 17 лет.

## Карьера в сборной
26 февраля 2015 года дебютировал за сборную Турции до 18 лет, выйдя на замену на 64-й минуте в домашнем товарищеском матче со сборной Северной Македонии до 18 лет. Это был единственный официальный матч, который футболист провёл за сборную.
28 мая 2018 года дебютировал за сборную Турции до 20 лет, заменив на 75-й минуте Барыша Алыджи в домашнем товарищеском матче с молодёжной сборной Японии. Впервые в стартовом составе вышел 31 мая в гостевом товарищеском матче со сборной Канады до 23 лет, проведя полный матч. Всего за сборную провёл 4 официальных матча, не отличившись результативными действиями.
7 сентября 2018 года дебютировал за молодёжную сборную Турции в домашнем матче квалификации к молодёжному Евро с молодёжной сборной Кипра, выйдя в стартовом составе и уступив место на поле Ахмеду Илдизу на 70-й минуте.

## Клубная статистика
| Клуб                    | Сезон            | Лига | Лига | Кубок страны | Кубок страны | Еврокубки | Еврокубки | Итого | Итого |
| Клуб                    | Сезон            | Игры | Голы | Игры         | Голы         | Игры      | Голы      | Игры  | Голы  |
| ----------------------- | ---------------- | ---- | ---- | ------------ | ------------ | --------- | --------- | ----- | ----- |
| Бешикташ                | 2014/15          | 0    | 0    | 1            | 0            | 0         | 0         | 1     | 0     |
| Бешикташ                | 2015/16          | 0    | 0    | 1            | 0            | 0         | 0         | 1     | 0     |
| Бешикташ                | 2016/17          | 0    | 0    | 4            | 0            | 0         | 0         | 4     | 0     |
| Бешикташ                | Итого            | 0    | 0    | 6            | 0            | 0         | 0         | 6     | 0     |
| ББ Эрзурумспор (аренда) | 2016/17          | 14   | 1    | 0            | 0            | —         | —         | 14    | 1     |
| ББ Эрзурумспор (аренда) | Итого            | 14   | 1    | 0            | 0            | 0         | 0         | 14    | 1     |
| Истанбулспор            | 2017/18          | 16   | 0    | 6            | 0            | —         | —         | 22    | 0     |
| Истанбулспор            | 2018/19          | 20   | 2    | 0            | 0            | —         | —         | 20    | 2     |
| Истанбулспор            | 2019/20          | 31   | 3    | 2            | 0            | —         | —         | 33    | 3     |
| Истанбулспор            | 2020/21          | 26   | 2    | 1            | 0            | —         | —         | 27    | 2     |
| Истанбулспор            | 2021/22          | 28   | 1    | 1            | 0            | —         | —         | 29    | 1     |
| Истанбулспор            | 2022/23          | 0    | 0    | 0            | 0            | —         | —         | 0     | 0     |
| Истанбулспор            | Итого            | 120  | 8    | 10           | 0            | 0         | 0         | 130   | 8     |
| Всего за карьеру        | Всего за карьеру | 134  | 9    | 16           | 0            | 0         | 0         | 150   | 9     |

## Достижения

#### «Истанбулспор»
- Выход в Суперлигу: 2021/22